# Give Me Peace On Earth
Give Me Peace On Earth é o segundo single do quarto álbum de estúdio do duo alemão Modern Talking, In the Middle of Nowhere. Foi lançado em 11 de novembro de 1986 e teve um sucesso moderado, chegando à 29ª posição no ranking musical na Alemanha e na 28ª na Áustria.

## Faixas
7" single (1986)
1. "Give Me Peace on Earth" – 4:12
2. "Stranded in the Middle of Nowhere" – 4:31

12" maxi-single (1986)
1. "Give Me Peace on Earth" – 4:12
2. "Stranded in the Middle of Nowhere" – 4:31
3. "Sweet Little Sheila" (Bonus track) – 3:04

## Desempenho
| Classificação (1986)              | Melhor posição |
| --------------------------------- | -------------- |
| África do Sul (Springbok Radio)   | 28             |
| Alemanha (Media Control Charts)   | 29             |
| Áustria (Ö3 Austria Top 75)       | 28             |
| Bélgica (Ultratop 50 de Flandres) | 18             |